# Ссудная казна Российской империи

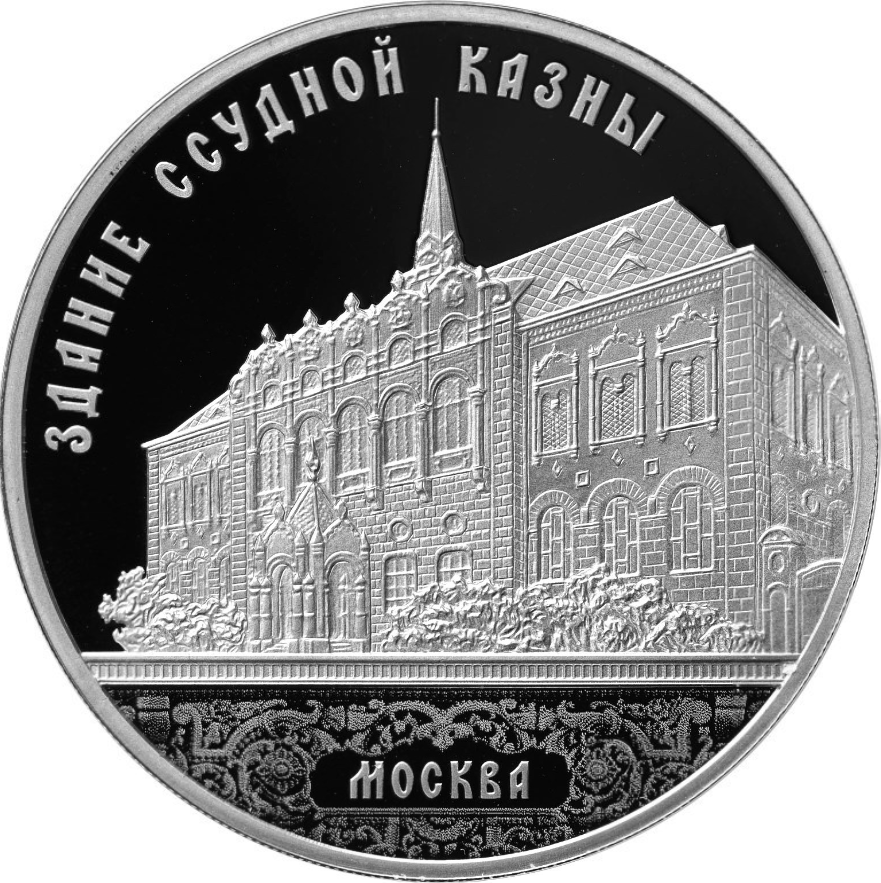
Монета Банка России — Здание Ссудной казны в Москве

Ссу́дная казна́ — кредитное учреждение Российской империи, была учреждена в 1772 году по замыслу Ивана Бецкого, личного секретаря Екатерины II.
Изначально подобного рода кредитные учреждения задумывались в качестве альтернативы ростовщичеству и были открыты как ссудные кассы (ломбарды) при Воспитательных домах в Петербурге и Москве. Ссуды в дореволюционной России выдавались под залог драгоценных камней и металлов.
Петроградскую ссудную казну в ходе Гражданской войны захватил и вывез через Турцию в Сербию барон Врангель.
Здание Ссудной казны в Петербурге/Петрограде в стиле неоренессанс находилось по адресу Набережная Фонтанки, 70-74Б, архитекторы Бертельс А. А. и фон Гоген А.И., построена в 1898–1900 годах.
Здание Ссудной казны в Москве расположено в Настасьинском переулке. Выполнено в неорусском стиле. Архитекторы Владимир Покровский и Богдан Нилус. Здание построено в 1913-1916 годах.